# Dominique-Augustin Dufêtre
Dominique-Augustin Dufêtre (Lyon, 17 avril 1796–Nevers, 6 novembre 1860) est un religieux français, nommé évêque de Nevers le 13 septembre 1842 et ordonné le 12 mars 1843.

## Biographie
En 1813, à seulement 17 ans, il prend la direction du petit séminaire de Saint-Just, à Lyon. À 19 ans, une dispense d’âge lui permet de prêcher le carême dans les paroisses de Saint-Just et de Vaise. En 1818, il est admis au diaconat et quitte le séminaire pour la maison des Chartreux de Lyon. Il y reçoit l'onction sacerdotale en mars 1819. En 1821, il quitte la maison des Missionnaires de Lyon et devient vicaire de Saint-Polycarpe ; par ailleurs il donne des retraites aux dames de Lyon et dans les pensionnats. En 1823, il part pour la Touraine.
Il est nommé évêque de Nevers, le 12 septembre 1842 mais n'est ordonné qu'en mars 1843. 
Le 12 novembre 1848, il consacre l'église Saint-Barthélemy de Cervon, qui vient d'être réparée, au milieu d'un grand concours de religieux et de fidèles. Il dispose à cette occasion dans le tombeau de l'autel, des reliques de saints : Barthélemy, Agathe, Agnès, Bernard, Chantal, Cyr, Hilaire, Jérôme, Juliette, François de Sales, Thècle.
Le 18 juillet 1859, il bénit la chapelle du château de Solière au finage de Saint-Péreuse.

## Armes
D'azur au lévrier d'argent tenant à la gueule un flambeau allumé d'or sur un demi-monde d'argent rappelant le chien des armes des Fils de saint Dominique (patron de l'évêque), au chef cousu de gueules chargé de trois étoiles d'argent.

## Distinctions
- Officier de la Légion d'honneur (13 août 1858)[6]